# Емблема Нової Каледонії
Емблема Нової Каледонії складається з раковини молюска наутілуса на передньому плані, за яким циліндрична сосна, ендемічна для Нової Каледонії, а також Flèche faîtière — стрілка, за допомогою якої канаки прикрашають дахи своїх будинків. Стрілка оформлена в традиційному стилі «toutoute». У нижній частині три морські хвилі.

## Галерея

Прапор Франції з гербом Нової Каледонії